# Godolphin Mile

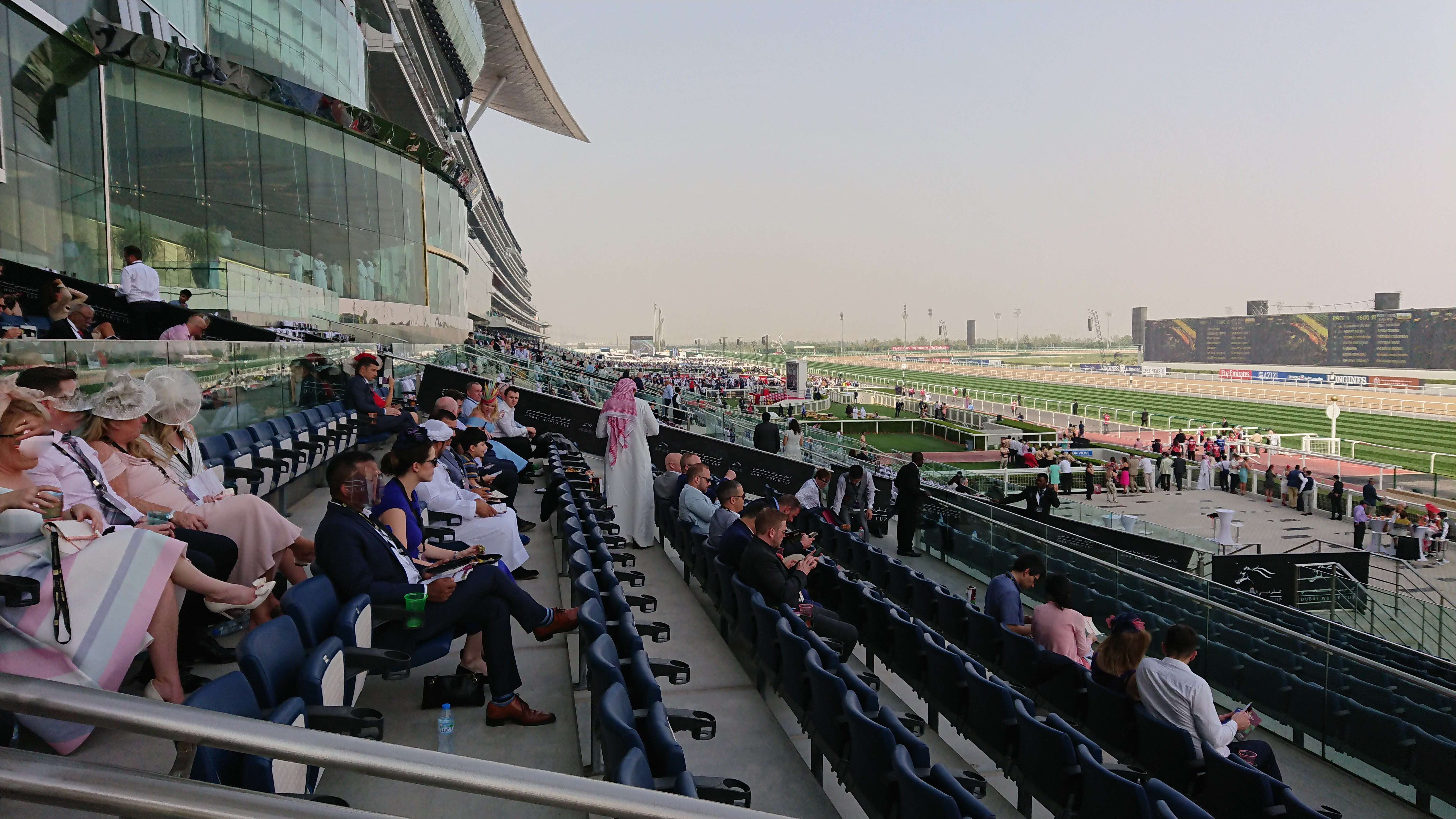
Les tribunes de l', où se déroule la course.

Le Godolphin Mile est une course hippique de galop qui se dispute sur l'hippodrome de Meydan (en) à Dubaï, le dernier samedi du mois de mars.
C'est une course de Groupe II réservée aux pur-sang de 4 ans et plus (hémisphère nord) et 3 ans et plus (hémisphère sud). Elle se court sur 1.600 mètres, sur la piste en dirt (mélange de sable, de limon et d'argile). L'allocation 2007 était de 759 000 €.
Elle a été créée en 1994 sous le nom de Nad Al Sheba Mile, et renommée en 2000 en hommage à Godolphin Arabian, un cheval exceptionnel (1724-1753). Jusqu'en 2009 elle avait lieu sur hippodrome Nad Al Sheba (en), détruit et remplacé par celui de Meydan.

## Palmarès
| 1994 | Lost Soldier                                 | 4                                            | Anthony McGlone                              | Kiaran McLaughlin                            | Mohammed Obaid Al Maktoum                    | 1:40:90                                      |                                              |                                              |                                              |
| 1995 | Lost Soldier                                 | 5                                            | Gary Hind                                    | Kiaran McLaughlin                            | Mohammed Obaid Al Maktoum                    | 1:41:4                                       |                                              |                                              |                                              |
| 1996 | Tereshkova                                   | 4                                            | Olivier Peslier                              | Saeed bin Suroor                             | Hamdan Al Maktoum                            | 1:38:53                                      |                                              |                                              |                                              |
| 1997 | Kassbaan                                     | 7                                            | Jerry Bailey                                 | Saeed bin Suroor                             | Mohammed ben Rachid Al Maktoum               | 1:36:48                                      |                                              |                                              |                                              |
| 1998 | Allied Forces                                | 5                                            | Frankie Dettori                              | Saeed bin Suroor                             | Godolphin                                    | 1:39:10                                      |                                              |                                              |                                              |
| 1999 | Lend A Hand                                  | 4                                            | Frankie Dettori                              | Saeed bin Suroor                             | Rachid ben Mohammed Al Maktoum               | 1:34:91                                      |                                              |                                              |                                              |
| 2000 | Conflict                                     | 4                                            | Ted Durcan                                   | Nick Robb                                    | Marwan Al Maktoum                            | 1:36:40                                      |                                              |                                              |                                              |
| 2001 | Festival of Light                            | 4                                            | David Flores                                 | Saeed bin Suroor                             | Godolphin                                    | 1:35:42                                      |                                              |                                              |                                              |
| 2002 | Grey Memo                                    | 5                                            | Gary Stevens                                 | Warren Stute                                 | R. Manzani et al.                            | 1:36:69                                      |                                              |                                              |                                              |
| 2003 | Firebreak                                    | 4                                            | Frankie Dettori                              | Saeed bin Suroor                             | Godolphin                                    | 1:36:20                                      |                                              |                                              |                                              |
| 2004 | Firebreak                                    | 5                                            | Frankie Dettori                              | Saeed bin Suroor                             | Godolphin                                    | 1:35:82                                      |                                              |                                              |                                              |
| 2005 | Grand Emporium                               | 5                                            | Weichong Marwing                             | Mike de Kock                                 | Maktoum Al Maktoum                           | 1:37:78                                      |                                              |                                              |                                              |
| 2006 | Utopia                                       | 6                                            | Yutaka Take                                  | Kojiro Hashiguchi                            | Makoto Kaneko                                | 1:35:88                                      |                                              |                                              |                                              |
| 2007 | Spring at Last                               | 4                                            | Garrett Gomez                                | Douglas F. O'Neill                           | Reddam & WinStar                             | 1:36:16                                      |                                              |                                              |                                              |
| 2008 | Diamond Stripes                              | 5                                            | Edgar Prado                                  | Richard E. Dutrow Jr.                        | Four Roses Thoroughbreds                     | 1:36:96                                      |                                              |                                              |                                              |
| 2009 | Two Step Salsa                               | 4                                            | Frankie Dettori                              | Saeed bin Suroor                             | Godolphin                                    | 1:36.82                                      |                                              |                                              |                                              |
| 2010 | Calming Influence                            | 5                                            | Ahmad Ajtebi                                 | Mahmoud Al Zarooni                           | Godolphin                                    | 1:36.57                                      |                                              |                                              |                                              |
| 2011 | Skysurfers                                   | 5                                            | Frankie Dettori                              | Saeed bin Suroor                             | Godolphin                                    | 1:37.65                                      |                                              |                                              |                                              |
| 2012 | African Story                                | 5                                            | Frankie Dettori                              | Saeed bin Suroor                             | Godolphin                                    | 1:37.52                                      |                                              |                                              |                                              |
| 2013 | Soft Falling Rain                            | 4                                            | Paul Hanagan                                 | Mike de Kock                                 | Hamdan Al Maktoum                            | 1:39.97                                      |                                              |                                              |                                              |
| 2014 | Variety Club                                 | 6                                            | Anton Marcus                                 | Joey Ramsden                                 | I & M Jooste                                 | 1:37.28                                      |                                              |                                              |                                              |
| 2015 | Tamarkuz                                     | 5                                            | Paul Hanagan                                 | Musabah Al Muhairi                           | Hamdan Al Maktoum                            | 1:36.81                                      |                                              |                                              |                                              |
| 2016 | One Man Band                                 | 5                                            | Sam Hitchcott                                | Doug Watson                                  | Saïd ben Mohammed Al Maktoum                 | 1:35.21                                      |                                              |                                              |                                              |
| 2017 | Second Summer                                | 5                                            | Pat Dobbs                                    | Doug Watson                                  | Rashid bin Humaid Al Nuaimi                  | 1:35.82                                      |                                              |                                              |                                              |
| 2018 | Heavy Metal                                  | 8                                            | Ryan Moore                                   | Salem bin Ghadayer                           | Hamdane ben Mohammed Al Maktoum              | 1:36.22                                      |                                              |                                              |                                              |
| 2019 | Coal Front                                   | 5                                            | José Ortiz                                   | Todd Pletcher                                | Robert V. LaPenta & Head Of Plains Partners  | 1:36.51                                      |                                              |                                              |                                              |
| 2020 | Annulé en raison de la pandémie de Covid-19. | Annulé en raison de la pandémie de Covid-19. | Annulé en raison de la pandémie de Covid-19. | Annulé en raison de la pandémie de Covid-19. | Annulé en raison de la pandémie de Covid-19. | Annulé en raison de la pandémie de Covid-19. | Annulé en raison de la pandémie de Covid-19. | Annulé en raison de la pandémie de Covid-19. | Annulé en raison de la pandémie de Covid-19. |
| 2021 | Secret Ambition                              | 8                                            | Tadhg O'Shea                                 | Satish Seemar                                | Nasir Askar                                  | 1:35.36                                      |                                              |                                              |                                              |
| 2022 | Bathrat Leon                                 | 4                                            | Ryusei Sakai                                 | Yoshito Yahagi                               | Hiroo Race Co Ltd                            | 1:36.03                                      |                                              |                                              |                                              |